# 清原啓一
清原 啓一（きよはら けいいち、1927年6月27日 - 2008年10月11日）は、洋画家、日本芸術院会員。

## 経歴
富山県砺波市出身。辻永、新道繁に師事し、1959年日展特選、1994年日展内閣総理大臣賞、日展常務理事、顧問。2002年日本芸術院賞・恩賜賞、芸術院会員。光風会常務理事。花と鶏を描く。

## 画集など
- 花と鶏 吉井画廊 2000
- 清原啓一画集 求龍堂 2008